# Eckhard Bolenz
Eckhard Bolenz (* 14. August 1955 in Bückeburg) ist ein deutscher Historiker und Museologe.

## Berufsleben
Von 1976 bis 1983 studierte er Geschichte und Soziologie an der Universität Bielefeld. Nach seiner Promotion  betätigte er sich als wissenschaftlicher Mitarbeiter am Wissenschaftszentrum Berlin für Sozialforschung, dem
populärwissenschaftlichen Museum Cité des sciences et de l’industrie in Paris und zuletzt am Lehrstuhl für Wirtschafts- und Technikgeschichte der Ruhr-Universität Bochum. 1992  wurde er Museumsleiter der im Aufbau als Schauplatz des LVR-Industriemuseums befindlichen Textilfabrik Cromford in  Ratingen. Das Gebäudeensemble des Museums gilt als erste Fabrik auf dem europäischen Kontinent. Seit 2002 war Bolenz stellvertretender Direktor und seit 2005 kommissarischer Direktor des LVR-Industriemuseums in Oberhausen. Er leitet seit 2007 das LVR-Institut für Landeskunde und Regionalgeschichte in Bonn.

### Ausstellungen
Unter dem Titel Fadenwerk – Gewebe, Struktur, Installation machte er 1997 eine Sonderausstellung im Industriemuseum Cromford in Ratingen, die über die normale Fadenproduktion hinausging und dadurch Aufmerksamkeit erweckte.

## Schriften
- Technische Normung zwischen „Markt“ und „Staat“. Untersuchungen zur Funktion, Entwicklung und Organisation technischer Normung in Deutschland. (= Science Studies Report, Bd. 32.) Bielefeld 1987, ISBN 3-88302-111-3.
- Vom Baubeamten zum freiberuflichen Architekten. Technische Berufe im Bauwesen. Preußen/Deutschland, 1799–1931. Lang, Frankfurt am Main et al. 1991, ISBN 3-631-43682-3.
- mit Brigitte Schröder-Gudehus und Anne Rasmussen (Hrsg.): La Société industrielle et ses musées. Demande sociale et choix politiques, 1890–1990. Paris 1992.
- Johann Gottfried Brügelmann. Ein rheinischer Unternehmer zu Beginn der Industrialisierung und seine bürgerliche Lebenswelt. Köln 1993, ISBN 3-7927-1372-1.
- mit Erika Münster-Schröer u. a.: Ratingen. Geschichte 1780–1975. Essen 2000, ISBN 3-88474-943-9.
- Textilfabrik Cromford in Ratingen. Die älteste Fabrik auf dem Kontinent. (Katalog) München 2002, DNB 965777138. (engl. Ausgabe 2004)
- mit Oliver Schöller (Hrsg.): Go West. Utopie und Realität der Trabantenstadt Ratingen-West. Essen 2007, ISBN 978-3-89861-628-7.
- mit Markus Krause (Text) und Florian Monheim (Fotos): Die andere Schönheit. Industriekultur in Nordrhein-Westfalen. Köln 2010, ISBN 978-3-7743-0466-6.
- mit Lina Franken und Dagmar Hänel (Hrsg.): Wenn das Erbe in die Wolke kommt. Digitalisierung und kulturelles Erbe. Essen 2015, ISBN 978-3-8375-1456-8.